# Râul Borod
Râul Borod sau Râul Borozel este un curs de apă, afluent al râului Crișul Repede. Cursul superior al râului, amonte de confluența cu râul Răchita este adesea denumit Râul Șeran.

## Elemente legate de morfometria văilor.
Depresiunea este străbătută de râul Borod, afluent de dreapta a Crișului Repede care dezvoltă un bazin hidrografic cu o suprafață de 116 Km² și care are o lungime de ~14 km și care își culege apele începând de la poalele Munților Pădurea Craiului și de pe versanții sudici ai munților Plopiș și terminând la vărsarea sa în Crișul Repede în localitatea Gherghie. Partea de Est a depresiunii este drenată de valea râului Borod și de principalul său afluent Răchita care izvoresc de pe versanții sudici ai Plopișului. De asemeni mai primește afluentul Chicera, iar mai în aval primește râul Cetea care izvorăște din dealurile de la poalele munților Plopiș. Rețeaua hidrografică se caracterizează în general printr-un regim variabil cu viituri pluviale în timpul anului și ape mari de primăvară de proveniență mixtă. Există o rețea torențială bine dezvoltată.
Valea principală este puțin adâncă, pe alocuri meandrată cu caracter asimetric. În amonte de confluența cu valea Răchita (cca 700m amonte), lunca este dezvoltată doar pe malul drept, aici în general terasele se pierd, fiind acoperite de depozite proluvio-deluviale și sunt fragmentate intens de torenți sau sunt îngropate sub depozite piemontane. 
Albia minoră a văii Borod  din cursul superior prezintă un profil longitudinal concav, datorită unei pante relativ mici. Profilul transversal este îngust și adâncit sub forma literei „V” în cursul superior și mediu. Valea în cursul superior este marginită de versanți nu foarte abrupți și impăduriți. Amonte de satul Topa de Criș, albia minoră a râului are o lățime mai mică de 7-8 m, cursul apei fiind tipic de deal, pe un pat de bolovăniș și de nisip grosier. Apa are o curgere relativ lentă. 
Curgerea apei pe tot parcursul văii Borod este caracteristică depresiunilor și culoarelor cu puternice aluvionări.
Lunca internă este situată în imediata vecinătate a albiei minore și ea se ridică deasupra nivelului apei cu câțiva centimetri (20 – 30 cm) în zonele în care cursul văii nu a fost amenajat, iar acolo unde a suferit amenajări, lunca internă nu mai există, locul ei fiind luat de către gambioane înalte de până la 2-2,5 m.
În funcție de structura geologică pe care se dezvoltă, versanții sunt afectați de procesul de șiroire, ravenare, solifluxiune, alunecări de teren. Astfel de fenomene se întâlnesc frecvent pe Dealul Filipilor constituit în special din soluri argiloase pe care în perioadele ploioase se observă foarte des procesul de șiroire și ravenare. În localitatea Cornițel pe afluentul văii Borod, valea Chicera, care prezintă în cursul superior în amonte de confuența cu valea Borod o albie adâncă mărginită de versanți cu altitudini mai mari decât cei din cursul superior al văii Borod, se întâlnesc alunecări de teren. De asemenea se mai întâlnesc și pe Dealul Codrișoare în localitatea Cetea.
Pe alocuri apar aflorimente și linii de izvoare care indică o zonă de descărcare a stratului freatic.
Râul nu a secat niciodată , iar viiturile se produc destul de des, accesul la miră este posibil la orice viitură, malurile fiind în această zonă destul de înalte. Fenomenele de iarnă sunt destul de intense mai frecventă este gheața la mal, gheața la fund, pod de gheață și zapoare.
H maxim înregistrat-484 cm la 23.08.1974
Q maxim -128 mc/sec in 25.07.1980
H minim înregistrat-203 cm in 2.10.1975
Q minim 0,062 mc/sec in 5.12.1978  (H=nivel , Q=debit) 
Râul Borod a fost supus unor lucrări de consolidare a malurilor, de lărgire a albiei în anii 2000-2005, fapt ce a dus la scăderea nivelurilor.

## Hărți
- Harta Munții Apuseni
- Harta județului Bihor